# Sakyo-ku
Sakyo-ku (左京区?) è uno degli 11 quartieri della città di Kyoto, in Giappone.